# Sedia gestatoria

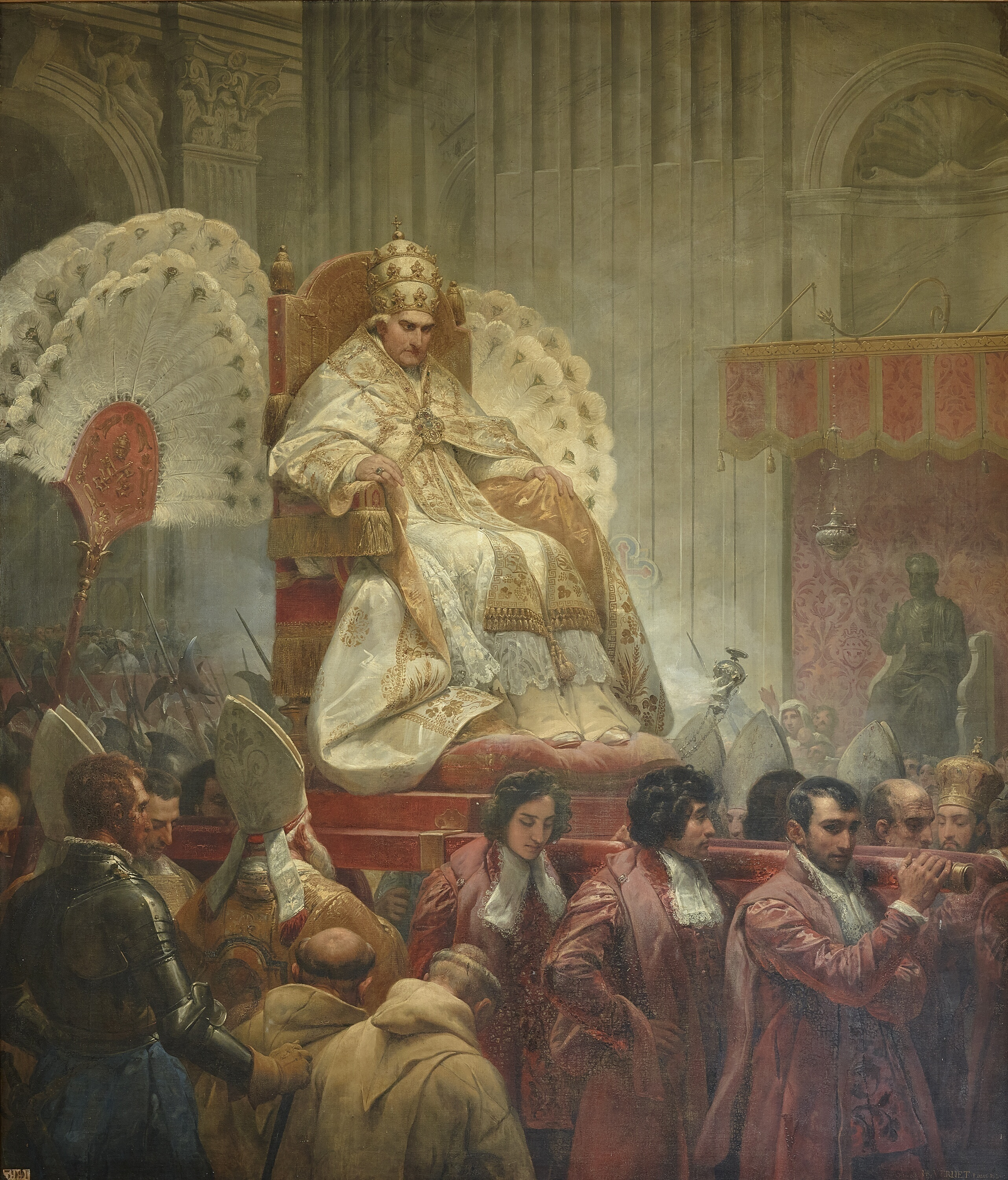
Papież Pius VIII na sedia gestatoria

Sedia gestatoria (łac. przenośny tron) – rodzaj tronu, papieska lektyka, noszona na ramionach przez tak zwanych sediari. Używana była do 1978. Ostatnim jej użytkownikiem był papież Jan Paweł I. Jego następca Jan Paweł II odstąpił od zwyczaju noszenia papieża w lektyce. Ostatecznie sedia gestatoria została zastąpiona przez papamobile.
Obecnie znajduje się w muzeum w letniej papieskiej rezydencji Castel Gandolfo.